# 피로인산
피로인산(영어: pyrophosphoric acid)은 화학식이 H4P2O7 또는 보다 구체적으로 [(HO)2P(O)]2O인 무기 화합물이다. 이인산(二燐酸, 영어: diphosphoric acid)이라고도 한다. 피로인산은 무색, 무취이며, 물, 다이에틸 에터, 에탄올에 녹는다. 무수산은 54.3 °C와 71.5 °C에서 녹는 두 가지 동질이상으로 결정화된다. 피로인산은 폴리인산과 피로인산 음이온의 공액산의 성분이라는 점을 제외하고는 특별히 유용하지 않다. 피로인산의 음이온, 염 및 에스터를 피로인산염(피로포스페이트, pyrophosphate)라고 한다.

## 제조
피로인산은 피로인산 나트륨을 이온 교환하거나 피로인산 납을 황화 수소로 처리하여 가장 잘 제조할 수 있다. 피로인산은 인산의 탈수에 의해 제조되지 않는다. 대신에 피로인산은 생성물 중 하나로만 생산된다.

## 반응
용융되면 피로인산은 인산, 피로인산 및 폴리인산의 평형 혼합물을 빠르게 형성한다. 피로인산의 중량 %는 약 40%이며 용융물로부터 재결정화하기는 어렵다. 수용액에서 피로인산은 모든 폴리인산과 마찬가지로 가수분해되고, 결국 인산, 피로인산 및 폴리인산 간에 평형이 형성된다.
H4P2O7 + H2O  2H3PO4
피로인산은 중간 정도의 강한 무기산이다.

## 안정성
피로인산은 부식성이 있지만 다른 독성은 없는 것으로 알려져 있다.

## 역사
피로인산이라는 이름은 1827년에 "글리스고의 클라크"에 의해 주어졌는데, 그는 인산 나트륨염을 적열로 가열한 후 발견한 것으로 유명하다. 인산은 적열로 가열될 때 피로인산을 형성하고 뜨거운 물에 의해 쉽게 인산으로 전환되는 것으로 밝혀졌다.

## 같이 보기
- 피로인산 나트륨
- 피로인산 칼슘 이수화물 결정 침착 질환
- 다이메틸알릴 피로인산
- 아데노신 이인산 (ADP)
- 아데노신 삼인산 (ATP)
- 오르토산
- 삼인산